# Fenrich de Gjurgjenovac
Fenrich de Gjurgjenovac (o Fenrich von Gjurgjenovac) è una famiglia nobile austriaca, ungherese e croata di origine tedesca (prussiana), un ramo cadetto del XVIII secolo della famiglia Grone.
La famiglia Fenrich fu uno dei fondatori di Susine-Gjurgjenovac, una città industriale nella parte orientale della Croazia. Prima di allora, la famiglia era proprietaria di Schillen-Meseritz dal 1793. ("Der Fenrich Hof"). Nel 1801. Johann Leopold Fenrich fu fatto nobile e scoltetto ereditario di Meseritz dal re Federico Guglielmo III.
Sebbene non ampiamente riconosciuta nella Monarchia austro-ungarica, la famiglia Fenrich fu un importante protagonista locale nella Croazia orientale e Comune di Gjurgjenovac.

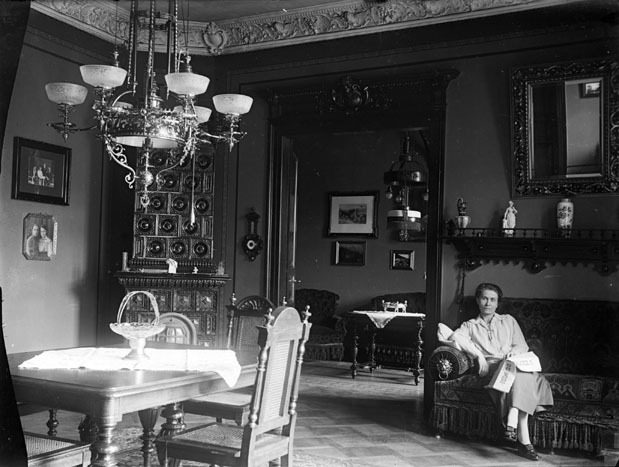
Interno del palazzo Fenrich, Bingen am Rhein (Germania)
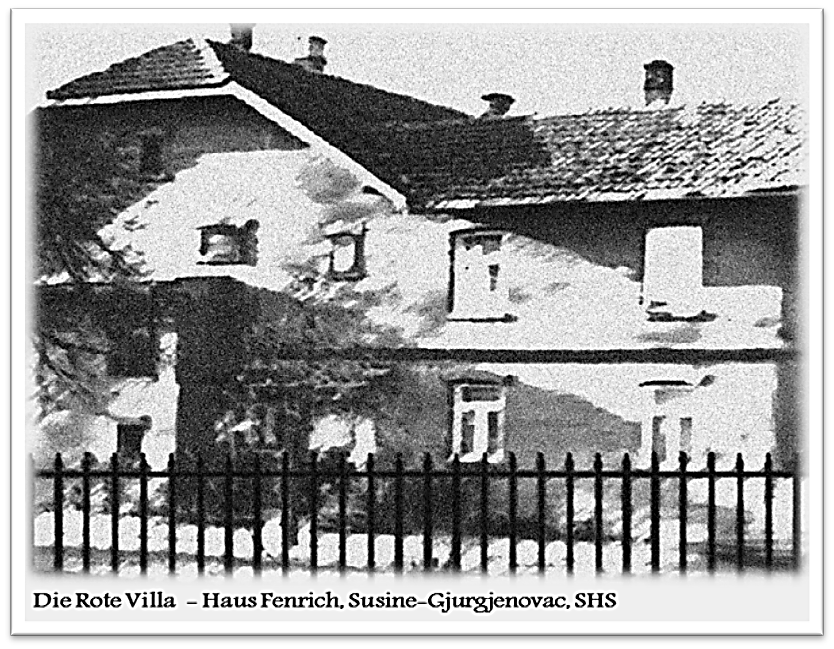
Maniero di Gjurgjenovac, Villa Fenrich
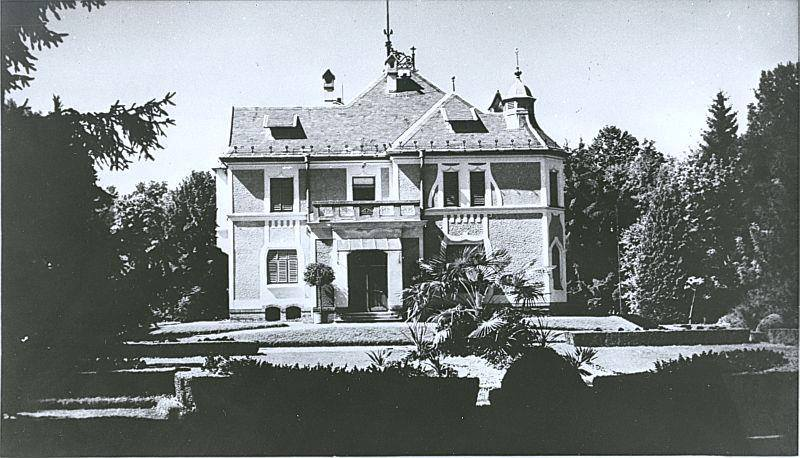
"Neuschloß", Gjurgjenovac, Croazia
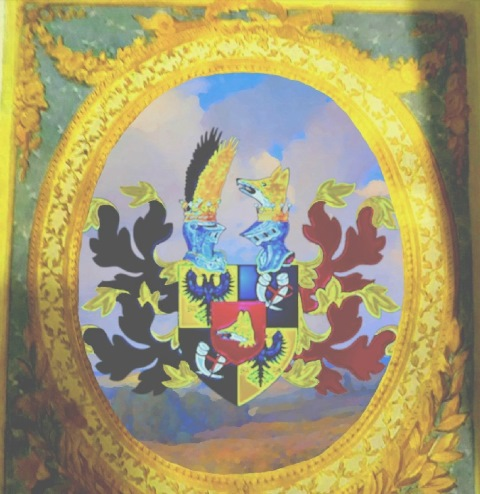
Stemma della famiglia Fenrich